# Callozostron carlottae
Callozostron carlottae är en korallart som beskrevs av Kükenthal 1909. Callozostron carlottae ingår i släktet Callozostron och familjen Primnoidae.
Artens utbredningsområde är Södra Ishavet. Inga underarter finns listade i Catalogue of Life.